# North West Hampshire (circonscription parlementaire britannique située dans le Hampshire)
Circonscription parlementaire de la Chambre des communes
La circonscription de North West Hampshire est une circonscription parlementaire britannique située dans le Hampshire, et représentée à la Chambre des communes du Parlement britannique depuis 2015 par Kit Malthouse du Parti conservateur.

## Members of Parliament
| Élection | Élection | Membre             | Membre | Parti        |
| -------- | -------- | ------------------ | ------ | ------------ |
|          | 1983     | Sir David Mitchell |        | Conservateur |
|          | 1997     | Sir George Young   |        | Conservateur |
|          | 2015     | Kit Malthouse      |        | Conservateur |

## Élections

### Élections dans les années 2010
| Parti         | Parti                | Candidat             | Voix   | %     | ±    |
| ------------- | -------------------- | -------------------- | ------ | ----- | ---- |
|               | Conservateur         | Kit Malthouse        | 36,591 | 62,1  | 0.0  |
|               | Libéral Démocrate    | Luigi Gregori        | 10,283 | 17,5  | +7.9 |
|               | Travailliste         | Liz Bell             | 9,327  | 15,8  | -7.7 |
|               | Green                | Lance Mitchell       | 2,717  | 4,6   | +2.3 |
| Majorité      | Majorité             | Majorité             | 26,308 | 44,6  | +6.0 |
| Participation | Participation        | Participation        | 58,918 | 70,9  | -1.3 |
|               | Conservateur retenir | Conservateur retenir | Swing  | -3.85 |      |

| Parti         | Parti                | Candidat             | Voix   | %    | ±     |
| ------------- | -------------------- | -------------------- | ------ | ---- | ----- |
|               | Conservateur         | Kit Malthouse        | 36,471 | 62,1 | +4.0  |
|               | Travailliste         | Andy Fitchet         | 13,792 | 23,5 | +10.2 |
|               | Libéral Démocrate    | Alex Payton          | 5,708  | 9,7  | +0.4  |
|               | UKIP                 | Roger Clark          | 1,467  | 2,5  | -12.2 |
|               | Green                | Dan Hill             | 1,334  | 2,3  | -2.3  |
| Majorité      | Majorité             | Majorité             | 22,679 | 38,6 | -4.8  |
| Participation | Participation        | Participation        | 58,772 | 72,2 | +2.5  |
|               | Conservateur retenir | Conservateur retenir | Swing  | +2.5 |       |

| Parti         | Parti                | Candidat             | Voix   | %    | ±     |
| ------------- | -------------------- | -------------------- | ------ | ---- | ----- |
|               | Conservateur         | Kit Malthouse        | 32,052 | 58,1 | −0.2  |
|               | UKIP                 | Susan Perkins        | 8,109  | 14,7 | +9.5  |
|               | Travailliste         | Andrew Adams         | 7,342  | 13,3 | +0.2  |
|               | Libéral Démocrate    | Alexander Payton     | 5,151  | 9,3  | −14.1 |
|               | Green                | Dan Hill             | 2,541  | 4,6  | +4.6  |
| Majorité      | Majorité             | Majorité             | 23,943 | 43,4 | +3.5  |
| Participation | Participation        | Participation        | 55,195 | 69,7 | +0.1  |
|               | Conservateur retenir | Conservateur retenir | Swing  | −4.9 |       |

UKIP a initialement sélectionné Diane James pour cette circonscription. En mars 2015, James a d'abord été remplacé par Malcolm Bint, puis peu de temps après par Susan Perkins. Bint est devenu candidat dans la circonscription de North Durham.
| Parti         | Parti                | Candidat             | Voix   | %    | ±    |
| ------------- | -------------------- | -------------------- | ------ | ---- | ---- |
|               | Conservateur         | Sir George Young     | 31,072 | 58,3 | +7.8 |
|               | Libéral Démocrate    | Tom McCann           | 12,489 | 23,4 | −1.5 |
|               | Travailliste         | Sarah Evans          | 6,980  | 13,1 | −7.7 |
|               | UKIP                 | Stan Oram            | 2,751  | 5,2  | +1.4 |
| Majorité      | Majorité             | Majorité             | 18,583 | 34,9 | +9.0 |
| Participation | Participation        | Participation        | 53,292 | 69,6 | +3.5 |
|               | Conservateur retenir | Conservateur retenir | Swing  | +4.7 |      |

### Élections dans les années 2000
| Parti         | Parti                | Candidat             | Voix   | %    | ±    |
| ------------- | -------------------- | -------------------- | ------ | ---- | ---- |
|               | Conservateur         | Sir George Young     | 26,005 | 50,7 | +0.6 |
|               | Libéral Démocrate    | Martin Tod           | 12,741 | 24,9 | +3.7 |
|               | Travailliste         | Michael Mumford      | 10,594 | 20,7 | −4.7 |
|               | UKIP                 | Peter Sumner         | 1,925  | 3,8  | +0.6 |
| Majorité      | Majorité             | Majorité             | 13,264 | 25,9 | +1.2 |
| Participation | Participation        | Participation        | 51,265 | 64,3 | +2.0 |
|               | Conservateur retenir | Conservateur retenir | Swing  | −1.5 |      |

| Parti         | Parti                | Candidat             | Voix   | %    | ±     |
| ------------- | -------------------- | -------------------- | ------ | ---- | ----- |
|               | Conservateur         | Sir George Young     | 24,374 | 50,1 | +4.9  |
|               | Travailliste         | Michael Mumford      | 12,365 | 25,4 | +1.8  |
|               | Libéral Démocrate    | Alex Bentley         | 10,329 | 21,2 | −2.9  |
|               | UKIP                 | Stanley Oram         | 1,563  | 3,2  | +0.7  |
| Majorité      | Majorité             | Majorité             | 12,009 | 24,7 | +3.5  |
| Participation | Participation        | Participation        | 48,631 | 62,3 | −11.9 |
|               | Conservateur retenir | Conservateur retenir | Swing  |      |       |

### Élections dans les années 1990
| Parti         | Parti                           | Candidat             | Voix   | %    | ±     |
| ------------- | ------------------------------- | -------------------- | ------ | ---- | ----- |
|               | Conservateur                    | Sir George Young     | 24,730 | 45,3 | −12.8 |
|               | Libéral Démocrate               | Charlie Fleming      | 13,179 | 24,1 | −3.9  |
|               | Travailliste                    | Michael Mumford      | 12,900 | 23,6 | +11.0 |
|               | Référendum                      | Pamela Callaghan     | 1,533  | 2,8  | N/A   |
|               | UKIP                            | Tim Rolt             | 1,383  | 2,5  | N/A   |
|               | Green                           | William Baxter       | 486    | 0,9  | N/A   |
|               | Independent anti-Newbury bypass | Helen Anscomb        | 231    | 0,4  | N/A   |
|               | Independent                     | Bob Dodd             | 225    | 0,4  | N/A   |
| Majorité      | Majorité                        | Majorité             | 11,551 | 21,2 | -9.0  |
| Participation | Participation                   | Participation        | 54,667 | 74,2 | -6.6  |
|               | Conservateur retenir            | Conservateur retenir | Swing  |      |       |

| Parti         | Parti                | Candidat                 | Voix   | %    | ±    |
| ------------- | -------------------- | ------------------------ | ------ | ---- | ---- |
|               | Conservateur         | Sir David Bower Mitchell | 34,310 | 58,1 | +0.4 |
|               | Libéral Démocrate    | Michael Simpson          | 16,462 | 27,9 | −5.2 |
|               | Travailliste         | Michael Stockwell        | 7,433  | 12,6 | +3.5 |
|               | Green                | Doreen Ashley            | 825    | 1,4  | +1.4 |
| Majorité      | Majorité             | Majorité                 | 17,848 | 30,2 | +5.6 |
| Participation | Participation        | Participation            | 59,030 | 80,8 | +3.0 |
|               | Conservateur retenir | Conservateur retenir     | Swing  | +2.8 |      |

### Élections dans les années 1980
| Parti         | Parti                | Candidat                 | Voix   | %    | ±    |
| ------------- | -------------------- | ------------------------ | ------ | ---- | ---- |
|               | Conservateur         | Sir David Bower Mitchell | 31,470 | 57,8 | +0.4 |
|               | Liberal              | Ian Willis               | 18,033 | 33,1 | +0.6 |
|               | Travailliste         | Anne Burnage             | 4,980  | 9,1  | −1.0 |
| Majorité      | Majorité             | Majorité                 | 13,437 | 24,7 | 0.0  |
| Participation | Participation        | Participation            | 54,483 | 77,9 | +3.5 |
|               | Conservateur retenir | Conservateur retenir     | Swing  |      |      |

| Parti         | Parti                                  | Candidat                 | Voix   | %    | ±   |
| ------------- | -------------------------------------- | ------------------------ | ------ | ---- | --- |
|               | Conservateur                           | Sir David Bower Mitchell | 28,044 | 57,3 | N/A |
|               | Liberal                                | Ian Willis               | 15,922 | 32,6 | N/A |
|               | Travailliste                           | Michael Davis            | 4,957  | 10,1 | N/A |
| Majorité      | Majorité                               | Majorité                 | 12,122 | 24,7 | N/A |
| Participation | Participation                          | Participation            | 48,923 | 74,4 | N/A |
|               | Conservateur vainqueur (nouveau siège) |                          |        |      |     |